# 克萊佩河 (奧爾佩河支流)
51°24′13.8″N 8°55′14.7″E / 51.403833°N 8.920750°E
克萊佩河（德語：Kleppe），是德國的河流，位於該國西部，流經北萊茵-威斯特法倫州和黑森州，屬於奧爾佩河的左支流，河道全長7.6公里，流域面積25.9平方公里。